# Więź
Więź (deutsch Band, Bindung) ist eine katholische Monatszeitschrift in Polen, die über gesellschaftlich-kulturelle Themen publiziert. Sie wurde im Jahr 1958 gegründet und wird in Warschau herausgegeben. Nach der Verhängung des Kriegsrechts im Dezember 1981 war die Zeitschrift bis März 1982 verboten.
Nach eigenen Angaben will Więź der Versöhnung dienen und bei der Bewältigung von Vorurteilen und Stereotypen helfen: zum Beispiel zwischen Polen und Deutschen oder zwischen Christen und Juden. Więź hat im polnisch-deutschen Dialog einen großen Beitrag geleistet, besonders in den 1970er Jahren. Eine ähnliche Bedeutung erlangte sie auch für den polnisch-jüdischen Dialog.
Zu den Grundsätzen der Zeitschrift gehört auch die Bejahung und Unterstützung der sich in Polen entwickelten Zivilgesellschaft, ohne sich einem konkreten politischen Milieu zugehörig zu fühlen.
Jede Więź-Nummer behandelt ein bestimmtes Leitthema, das durch zahlreiche und unterschiedliche Beiträge ergänzt wird.

## Chefredakteure
- 1958–1981 Tadeusz Mazowiecki
- 1981–1989 Wojciech Wieczorek
- 1989–1995 Stefan Frankiewicz
- 1995–2001 Cezary Gawryś
- seit 2001 Zbigniew Nosowski